# Arturo Bours Griffith
Arturo Bours Griffith (Cajeme, Sonora; 7 de abril de 1955) es un político y empresario mexicano, miembro del partido Morena. Es socio mayoritario de la empresa Bachoco y director de la empresa Megacable Comunicaciones. Fue senador de la República de 2018 a 2024.

## Trayectoria
Arturo Bours Griffith nació el 7 de abril de 1955 en Cajeme, Sonora. Estudió la licenciatura en adminitración de empresas en la Universidad de Arizona. Desde 1994 es socio mayoritario de la empresa alimenticia Bachoco y desde 2006 es director de la empresa de televisión por cable Megacable Comunicaciones. También tiene participaciones en las empresas Taxis Aéreos del Noroeste y Centro de Servicios Empresariales del Norte.
En las elecciones federales de 2018 fue postulado como suplente de Alfonso Durazo, candidato a senador de la república del partido Movimiento Regeneración Nacional en representación del estado de Sonora. Tras los comicios fueron electos por la segunda fórmula. Desde el 8 de noviembre de 2018 hasta el 31 de agosto de 2024 fue senador de la república en sustitución de Durazo en la LXIV y LXV Legislatura del Congreso de la Unión. Dentro del congreso fue secretario de la comisión de desarrollo urbano, ordenamiento territorial y vivienda.

## Controversias
Arturo Bours Griffith ha sido denunciado por Roberto Rendón López, exdirectivo de Bachoco, bajo la acusación de haber cometido asociación delictuosa, falsificación de documentos, fraude, falsedad de declaraciones judiciales y provocación de un delito en su administración de las empresas Bachoco y Megacable. La denuncia de Rendón López afirma que su identidad fue suplantada por Bours Griffith para realizar trámites fraudulentos dentro de la empresa, los cuales no pudo haber llevado a cabo porque en ese momento estaba preso por el delito de defraudación fiscal.